# 萨讷河畔萨莱斯
萨讷河畔萨莱斯（法語：Salaise-sur-Sanne，法語發音：[salɛz syʁ san]）是法国伊泽尔省的一个市镇，属于维埃纳区。

## 地理
萨讷河畔萨莱斯（45°20'40"N, 4°49'9"E）面积16.15 平方千米，位于法国奥弗涅-罗讷-阿尔卑斯大区伊泽尔省，该省份为法国东南部内陆省份，北起顺时针与安省、萨瓦省、上阿尔卑斯省、德龙省、阿尔代什省、卢瓦尔省和罗讷省。
与萨讷河畔萨莱斯接壤的市镇（或旧市镇、城区）包括：利莫尼、阿年、沙纳、勒佩阿日德鲁西永、鲁西永、萨布隆、维尔苏桑茹、安茹。
萨讷河畔萨莱斯的时区为UTC+01:00、UTC+02:00（夏令时）。

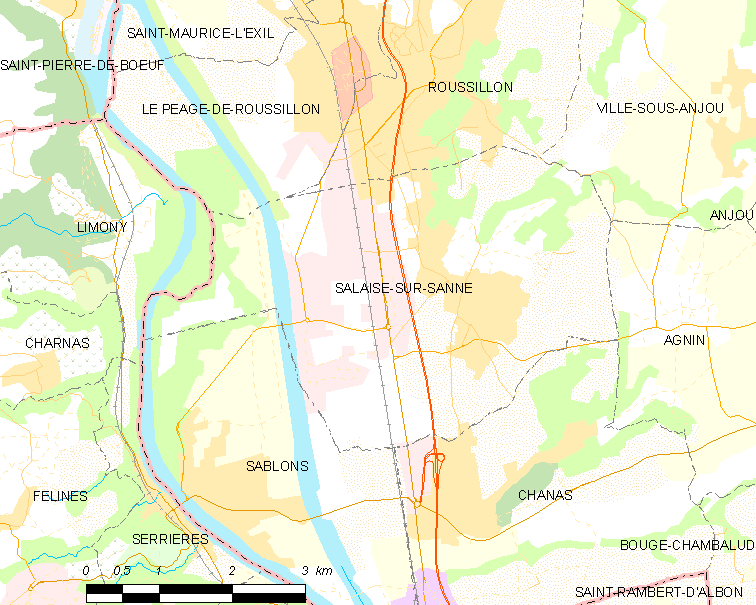
萨讷河畔萨莱斯的OSM定位图

## 行政
萨讷河畔萨莱斯的邮政编码为38150，INSEE市镇编码为38468。

## 政治
萨讷河畔萨莱斯所属的省级选区为鲁西永县。

## 人口

1962-2008年间萨讷河畔萨莱斯人口变化图示

萨讷河畔萨莱斯于2022年1月1日时的人口数量为4548人。